# Ryo Matsumura
Ryo Matsumura (松村 亮 Matsumura Ryo?, nacido el 15 de junio de 1994 en Kioto) es un futbolista japonés que se desempeña como delantero.

## Trayectoria

### Clubes
| Club               | País  | Año         |
| ------------------ | ----- | ----------- |
| Vissel Kobe        | Japón | 2012 - 2016 |
| J. League sub-22   | Japón | 2014        |
| Tochigi SC         | Japón | 2015        |
| Tokushima Vortis   | Japón | 2017        |
| AC Nagano Parceiro | Japón | 2018 -      |

## Estadística de carrera

### J. League
| Club             | Año   | J. League | J. League | Copa J. League | Copa J. League | Total | Total |
| Club             | Año   | Part.     | Goles     | Part.          | Goles          | Part. | Goles |
| ---------------- | ----- | --------- | --------- | -------------- | -------------- | ----- | ----- |
| Vissel Kobe      | 2012  | 1         | 0         | 1              | 1              | 2     | 1     |
| Vissel Kobe      | 2013  | 9         | 1         | -              | -              | 9     | 1     |
| Vissel Kobe      | 2014  | 17        | 1         | 7              | 1              | 24    | 2     |
| J. League sub-22 | 2014  | 2         | 1         | -              | -              | 2     | 1     |
| Tochigi SC       | 2015  | 23        | 0         | -              | -              | 23    | 0     |
| Vissel Kobe      | 2016  | 6         | 0         | 4              | 0              | 10    | 0     |
| Tokushima Vortis | 2017  | 4         | 0         | -              | -              | 4     | 0     |
| Total            | Total | 62        | 3         | 12             | 2              | 74    | 5     |